# Alabino
Alabino (tiếng Nga: Алабино) là một ngôi làng thuộc Moskva, Nga. Với dân số hơn 600 người, nó là một phần của khu định cư đô thị Selyatino. Cho đến năm 2006, Alabino là một phần của khu định cư nông thôn Petrovsky.
Alabino được chọn làm nơi tổ chức một trận địa thử nghiệm của Lục quân Nga và sử dụng trong các cuộc diễn tập từ cuối tháng 3 đến ngày 17 – 18 tháng 4 hàng năm cho Lễ duyệt binh Ngày Chiến thắng ở Moskva, tại đây chúng được điều chỉnh, sửa đổi cho đến khi phù hợp trở thành màn trình diễn chính thức trong Ngày Chiến thắng (9 tháng 5). Vào những năm tưng bừng, nhiều người nước ngoài đến từ các quốc gia như Moldova, Trung Quốc, Ấn Độ và Kazakhstan đã lưu trú tại nơi này. Đây cũng là nơi diễn ra nhiều cuộc diễn tập huấn luyện có sự tham gia của Lục quân Nga. Những địa điểm tham quan chính tại Alabino là Thao trường Alabino và Petrovskoye-Alabino, một country house đổ nát được mô tả là "một trong những điền trang lộng lẫy nhất của Moskva" và là "một trong những di tích hoành tráng nhất ở phía Tây Nam của Moskva". Hình thức giao thông chính của làng là đường sắt, được cung cấp từ đầu thế kỷ 20 bởi tuyến đường sắt ngoại ô Kiyevsky dừng ở làng để đón công dân tại ga xe lửa.

## Thao trường Alabino
Thao trường Alabino (tiếng Nga: полигон «Алабино») là một khu huấn luyện và thi đấu thể thao quân sự tọa lạc tại ngoại ô Moskva. Đây là một khu vực trong khuôn viên của công viên quân sự Patriot với phần chính là một trường đua dành riêng cho cuộc thi Xe tăng hành tiến (Tank Biathlon), một trong số những phân môn tại Hội thao quân sự quốc tế (Army Games) được tổ chức thường niên từ năm 2013. Thao trường này nằm gần với thị trấn Alabino cách đó khoảng 5,2 km về hướng Đông. Với độ dài khoảng 4 – 6 km, đây được xem là trường đua xe tăng quy mô nhất trên thế giới. Ngoài ra nơi đây còn có một vị trí địa lý đặc biệt khi nằm cách không xa hai sân bay vẫn còn đang hoạt động gần đó là sân bay quân sự Kubinka (cách 19 km về hướng Tây Bắc) và sân bay dân dụng Yermolino (cách 40 km về hướng Tây Nam), vì vậy nên đôi lúc điều này làm ảnh hưởng đến các cuộc đua xe tăng (do sự nguy hiểm từ các phần thi xạ kích có thể gây ra đối với các máy bay), thế nên trong một số trường hợp bất khả kháng, các cuộc đua có thể sẽ phải tạm dừng trong một khoảng thời gian để đảm bảo an toàn, đỉnh điểm là một cuộc đua vòng loại ở cuộc thi năm 2020 khi nó đã bị tạm dừng đến 2 tiếng đồng hồ trước khi được tiếp tục.

## Thư viện ảnh

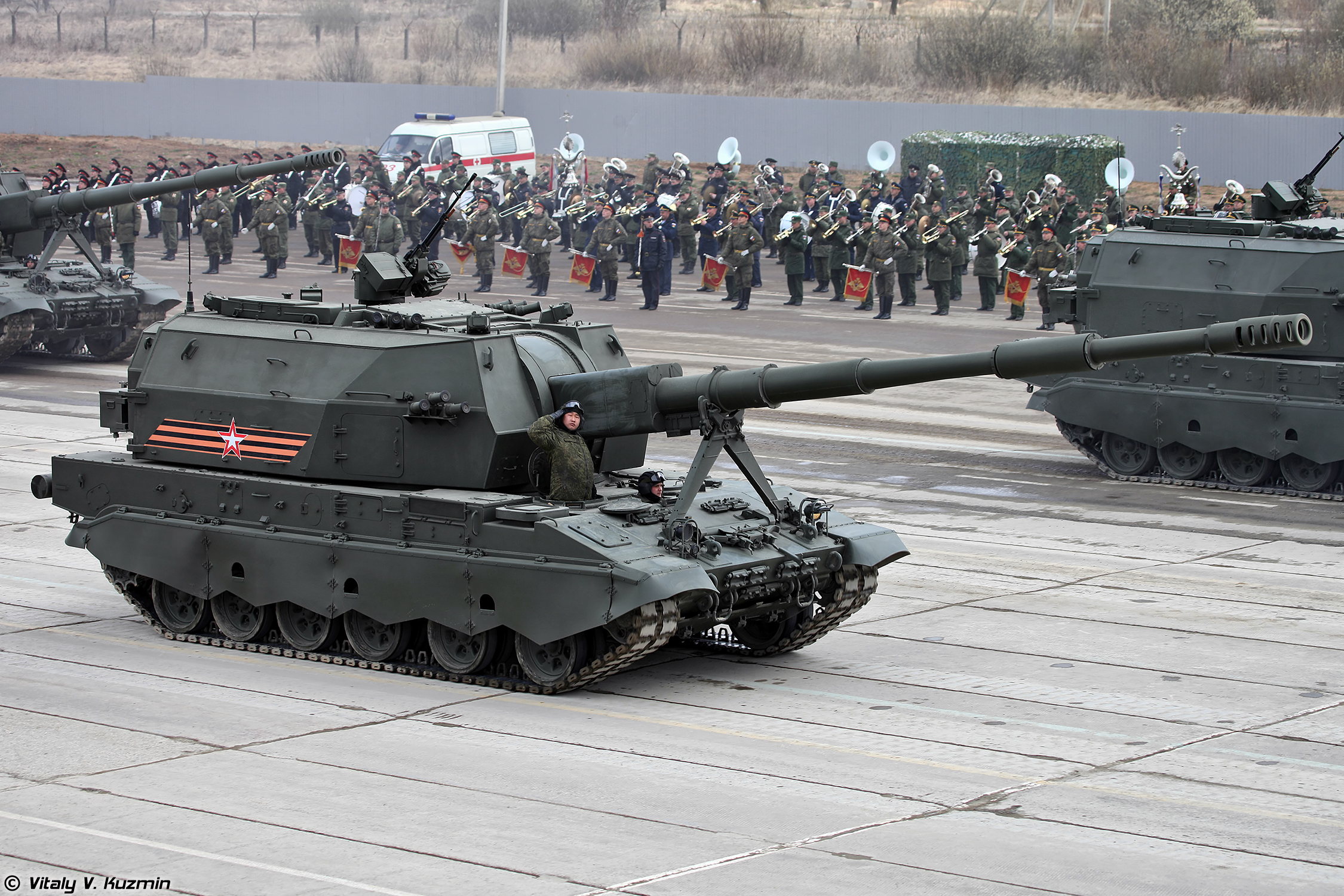
Pháo tự hành 2S35 Koalitsiya-SV trong một cuộc diễn tập ở Alabino vào ngày 22 tháng 4 năm 2016
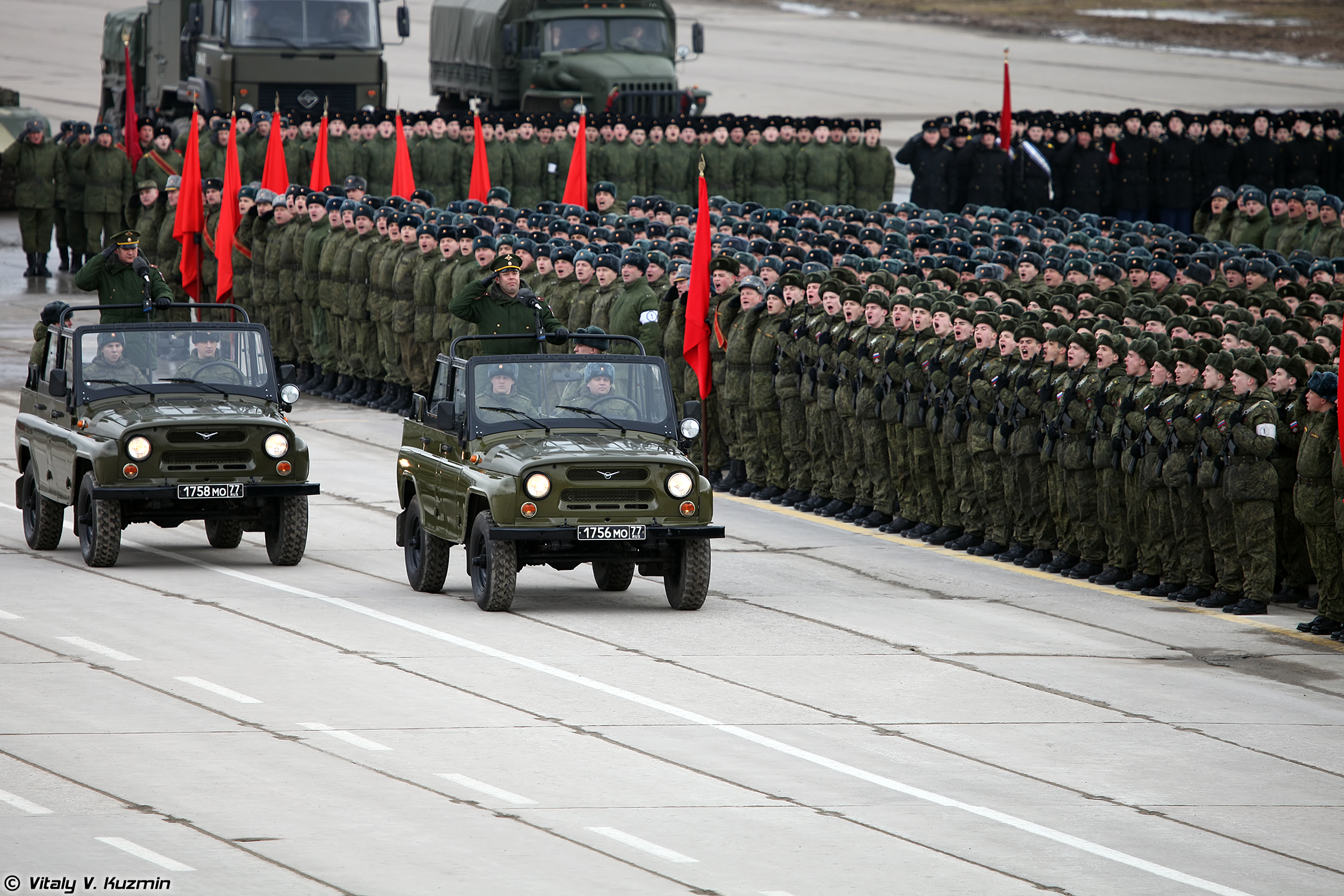
Các sĩ quan cấp cao của Lực lượng Vũ trang Liên bang Nga trong một cuộc diễn tập ở Alabino vào ngày 5 tháng 4 năm 2017
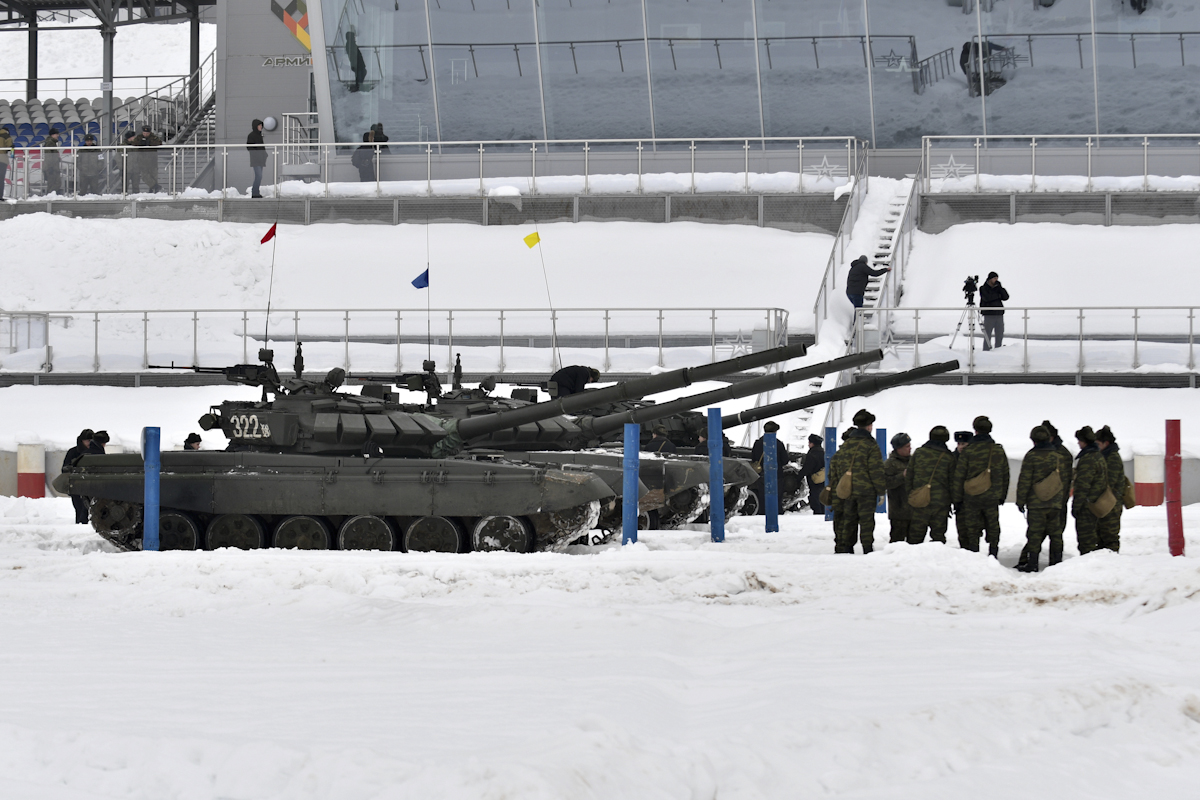
Xe tăng T-72B3 của Sư đoàn Bộ binh cơ giới Cận vệ 2 tại cuộc thi Xe tăng hành tiến ở Thao trường Alabino vào ngày 1 tháng 2 năm 2019
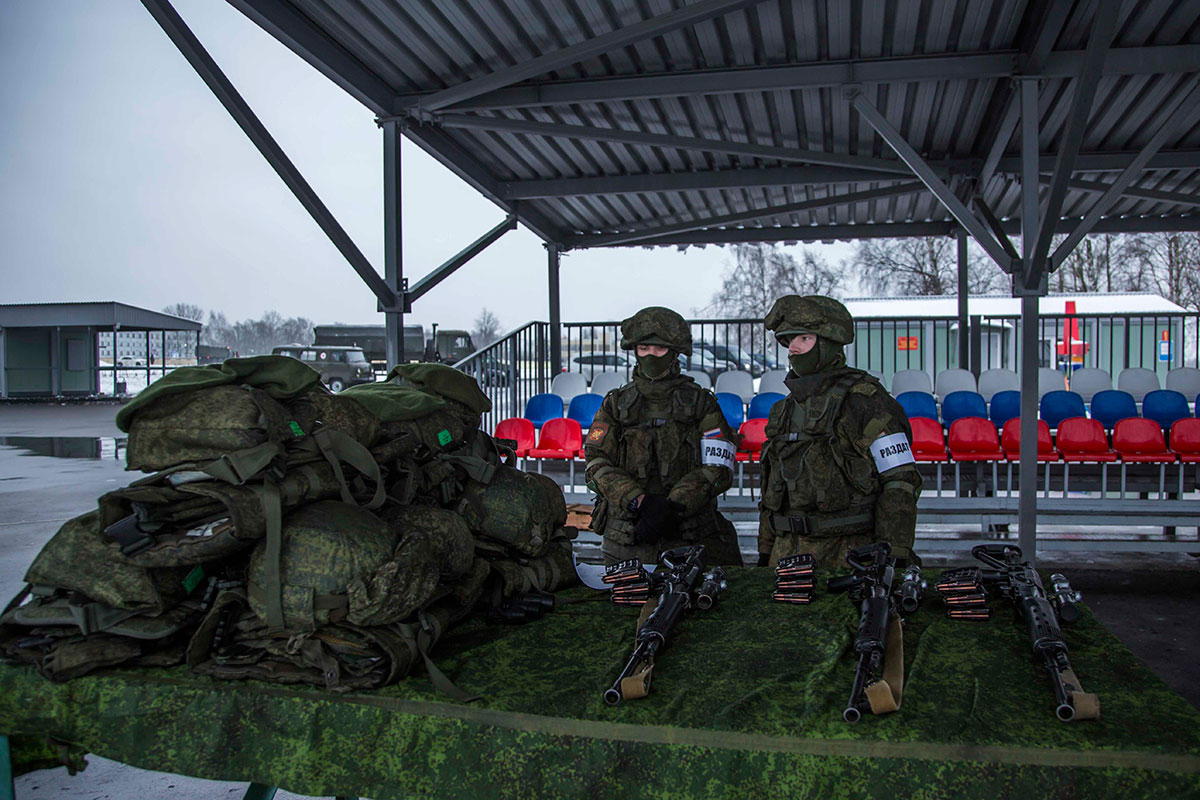
Lực lượng Tác chiến Đặc biệt Nga gặp gỡ các sĩ quan của Lục quân Nga tại bãi tập ở Alabino vào ngày 21 tháng 12 năm 2017
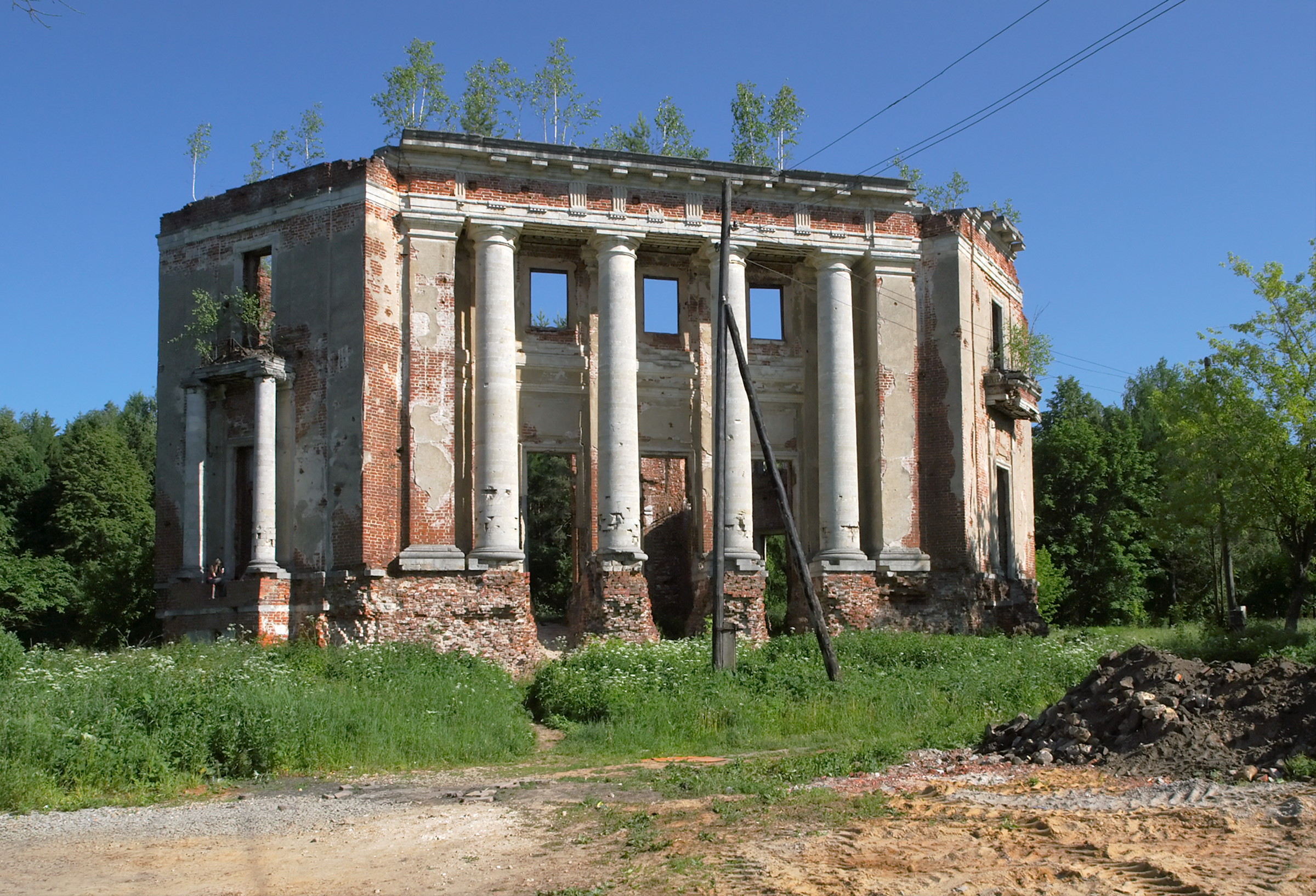
Mặt tiền hướng Tây Bắc của nhà chính thuộc Petrovskoye-Alabino vào ngày 12 tháng 6 năm 2011